# Halley Stewart
Pour les articles homonymes, voir Stewart.
Halley Stewart (18 janvier 1838-26 janvier 1937) est un homme d'affaires, journaliste, philanthrope et politicien du Parti libéral anglais qui siège en tant que député de 1887 à 1895 et de nouveau de 1906 à 1910.

## Famille et éducation
Halley Stewart est né à Barnet dans le Hertfordshire, le fils du révérend Alex Stewart, un pasteur de la Congrégation, et a cinq frères et cinq sœurs. Il fait ses études dans les écoles que son père dirigeait, d'abord à Barnet et plus tard à Holloway  un peu plus au sud. En 1865, il épouse (Jane) Elizabeth Atkinson de Upper Norwood dans le sud-est de Londres. Elizabeth Stewart est décédée en 1924 . Ils ont sept fils (dont deux seulement ont survécu à leur père) et une fille . L'un des fils survivants de Stewart est Sir (Percy) Malcolm Stewart, baronnet (1872–1951), le fabricant de briques et de ciment. Lui aussi est un bienfaiteur des arts en léguant de nombreux tableaux, tapisseries, meubles et objets d'art au National Trust . Un des arrière-petit-fils de Halley Stewart, Ian Stewart est député, bien que conservateur plutôt que libéral.

## Carrière
Stewart suit son père dans la prédication du message chrétien, bien qu'il n'ait jamais été ordonné ministre. De 1863 à 1874, il est pasteur de la Croft Church, à Hastings dans l'East Sussex et de 1874 à 1877 de la Caledonian Road Church à Islington, au nord de Londres.
Stewart commence sa vie professionnelle dans la banque et pendant quelques années est employé dans une maison bancaire de Londres, Robert Davies and Co. à Shoreditch en tant que commis. Il travaille ensuite comme commis dans un des facteurs de charbon et à Smith & Co. brasseurs à Hastings . En 1870, Stewart crée une entreprise commerciale, Stewart Brothers and Spencer, des broyeurs et raffineurs de graines oléagineuses basés à Londres et Rochester dans le Kent. Il vend cette entreprise en 1900 et investit dans la fabrication de briques, d'abord par l'intermédiaire des entreprises de BJH Forder Ltd., à l'origine une petite entreprise sur le Gault à Westoning, prenant plus tard des locaux plus grands à Wootton Pillinge, plus tard rebaptisé Stewartby. En 1923, Stewart fusionne Forders avec la London Brick Company, dont il devient finalement le vice-président .
Stewart maintient ses liens avec Hastings cependant et en 1877 fonde et devient le premier rédacteur en chef du journal le Hastings and St Leonards Times. Il n'a vendu le journal qu'en 1883 .

## Philanthropie
Les œuvres caritatives de Stewart sont inspirées par sa foi anticonformiste et il donne beaucoup d'argent à l'Église congrégationaliste. Vers la fin de 1924, il crée le Halley Stewart Trust pour la recherche vers l'idéal chrétien dans toute la vie sociale, pour promouvoir la religion, l'éducation et le soulagement de la pauvreté. Il donne de l'argent à d'importantes recherches médicales sur l'asthme, le cancer et la Sclérose en plaques  mais l'une de ses contributions les plus importantes est de parrainer la recherche scientifique du professeur Edward Appleton, du King's College de Londres  dont les contributions à la connaissance de l'ionosphère conduisent à l'innovation cruciale du radar en temps de guerre. Il donne également de l'argent au conseil de district de Harpenden dans le Hertfordshire pour l'achat des droits seigneuriaux de la commune et de sa résidence, La maison rouge, avec un terrain et des chalets à utiliser par la ville comme hôpital après sa mort.
La fiducie est maintenant connue sous le nom de Sir Halley Stewart Trust, et soutient les développements innovants dans les domaines de la recherche, du social et du développement et de la médecine au Royaume-Uni et en Afrique.

## Carrière politique
Stewart a la réputation d'être un libéral et radical avancé. Il est partisan du suffrage des femmes, de la réforme agraire, de l'abolition de l'élément héréditaire de la Chambre des lords et de la fin des aides d'État à l'enseignement de l'éducation religieuse dans les écoles, étant parfois président de la Société pour la libération de la religion du patronage et du contrôle de l'État et président de la Secular Education League. Il soutient également fortement la politique de Gladstone d'Irish Home Rule . Il se prononce en faveur de l'établissement d'un Parlement pour l'Irlande lors d'une réunion de la British Home Rule Association en 1886 avec d'autres libéraux notables dont Henry Labouchère.
Stewart estime que sa chaire de congrégation est un endroit approprié pour exposer ses opinions politiques, reconnaissant le chevauchement des objectifs religieux et politiques dans l'amélioration des conditions sociales et le devoir des enseignants religieux d'informer leurs congrégations sur les affaires publiques, afin qu'ils puissent mieux influencer les législateurs. L'église n'est pas d'accord cependant et Stewart s'engage dans une activité politique directe . Il est agent électoral pour les candidats du Parti libéral dans l'East Sussex dans la campagne menant aux élections générales de 1880. Il est impliqué dans l'organisation de campagnes mais aussi, sans doute en s'appuyant sur l'expérience d'années de prédication, en tant qu'orateur au nom des candidats. Grâce à son succès en tant qu'orateur public, il est invité au printemps 1884 à prononcer un discours à Boston dans le Lincolnshire en soutien à un ami William Ingram . Grâce à ce lien, Stewart est ensuite proposé comme l'un des candidats libéraux à Boston. Il ne s'est jamais présenté pour le siège car la circonscription perd son statut de deux membres pour l'élection générale de 1885. Il est également lié à l'autre siège du sud du Lincolnshire de Stamford, avant de se présenter au nouveau siège de Spalding  où il est battu aux élections générales de 1885 et 1886.
Cependant, en 1887, le député unioniste en exercice, Murray Finch-Hatton, part à la Chambre des lords en tant que comte de Winchelsea à la suite de son frère, provoquant une élection partielle. Stewart l'emporte avec une marge étonnamment confortable de 747 voix comparé à sa perte de 288 voix en 1886 . Son adversaire, l'amiral George Tryon est revenu d'un mandat de deux ans en Australie seulement un mois auparavant et on considérait que son manque d'expérience en agriculture avait compté contre lui . Stewart garde le siège aux élections générales de 1892 avec une majorité réduite  mais perd en 1895 .
En mai 1900, Stewart est choisi comme candidat libéral pour Peterborough, de préférence à l'ancien député de Peterborough, Alpheus Morton, qui convoitait le siège depuis sa défaite en 1895. Stewart échoue aux élections générales de 1900  mais trois ans plus tard, il est choisi comme candidat libéral pour la circonscription écossaise de Greenock dans le comté historique de Renfrewshire  et s'y présente aux élections générales de 1906. Il est élu et reste député de la circonscription jusqu'à ce qu'il se retire de la Chambre des communes aux élections de janvier 1910.
En 1911, Stewart est l'un des nombreux noms sur une liste de pairs potentiels que le premier ministre Herbert Henry Asquith dresse pendant la crise constitutionnelle autour du budget du peuple et de la loi sur le Parlement. Asquith persuade le roi de créer des centaines de nouveaux pairs pour inonder la Chambre des lords et assurer l'adoption du projet de loi du Parlement si les pairs conservateurs continuent à bloquer la législation au mépris de la Chambre des communes élue. En fait, les pairs conservateurs concèdent leur défaite et la liste d'Asquith n'est pas nécessaire. Cependant, en 1932, à l'âge de 93 ans, Stewart est créé chevalier dans la liste des honneurs du Nouvel An pour les services philanthropiques et sociaux et est élu Fellow du King's College de Londres en 1936. Il est également juge de paix pour le comté de Sussex à partir de 1891 .
En 1954, Spalding United rebaptise leur terrain Black Swan en son honneur .
Stewart est mort à son domicile, la Maison Rouge à Carlton Road, Harpenden, Hertfordshire, le 26 janvier 1937. Il avait contracté la grippe et développé une bronchite et avait 99 ans.